# Biserica de lemn din Vingard

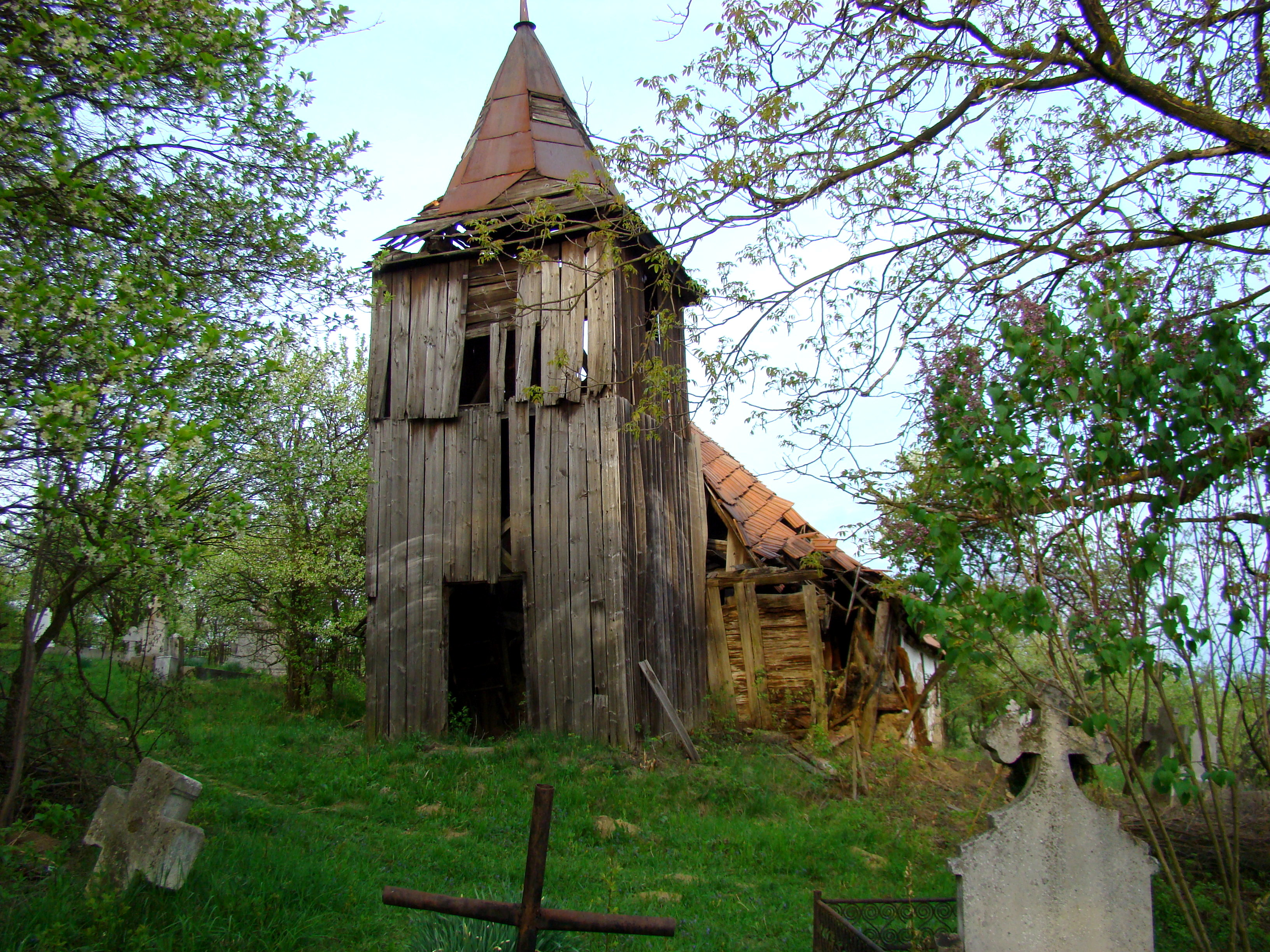
Biserica de lemn din Vingard, Alba, părăsită și lăsată în paragină, a păstrat până la incendiul din 11 mai 2009 un valoros ansamblu de pictură murală, foto: aprilie 2009

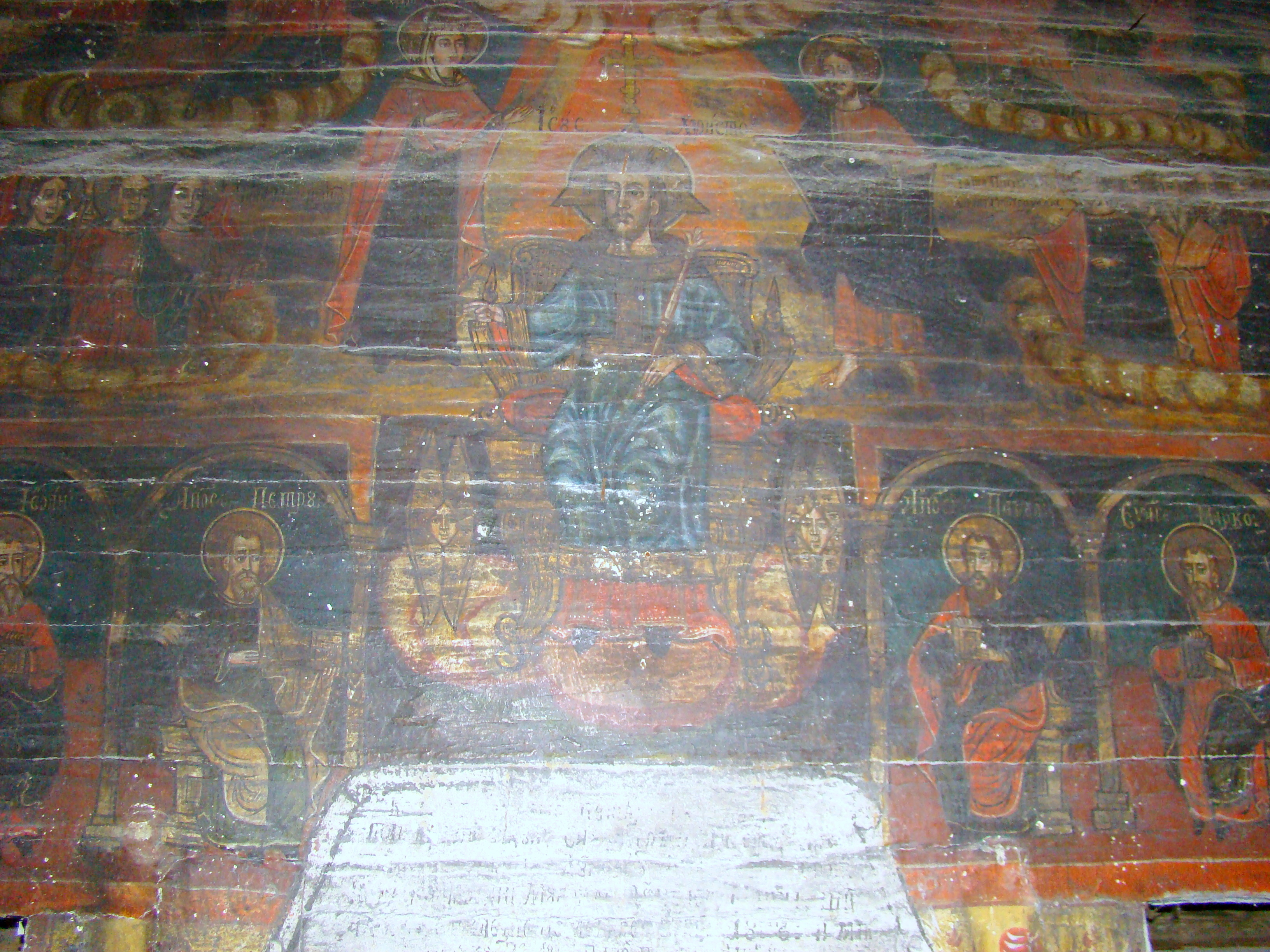
Pictura murală bine conservată pe tâmpla dintre pronaos şi naos, cu pisanie datată în secolul 19. Foto: aprilie 2009.

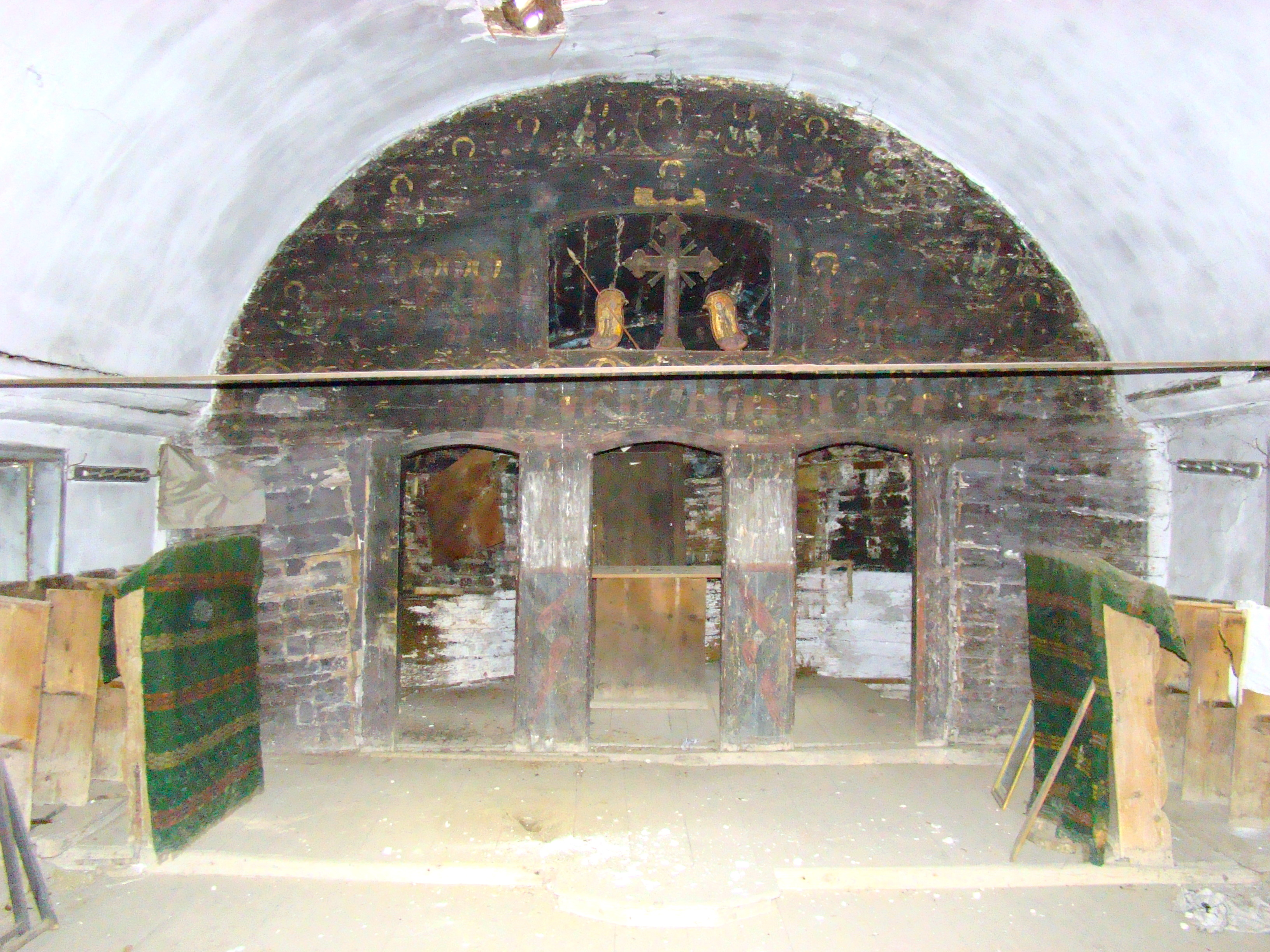
Nava spre iconostas

Biserica de lemn din Vingard (județul Alba) a fost o biserică de lemn, care a fost distrusă de un incendiu în 11 mai 2009. Ea data aproximativ din secolul al XVIII-lea cu adăugiri din 1820 și pictură murală din 1828 . Avea hramul „Cuvioasa Paraschiva” și se afla pe noua listă a monumentelor istorice sub codul LMI 2004: cod LMI AB-II-m-B-00392.

## Istoric
Biserica a fost edificată în secolul al XVIII-lea, iar înfățișarea finală se datora unei intervenții de extindere, realizată în 1820. Acest lucru a fost reținut și de tradiția locală, care susține aducerea unei biserici de la Săsciori, Alba. Acest lăcaș de cult a beneficiat de mai multe etape de reparații, ultima acțiune importantă având loc în 1946, când pereții au fost tencuiți interior și exterior. 
La exterior se observa, în unele locuri, modul dibace de îmbinare a bârnelor și cioplirea consolelor cu profil de ”cap de cal”. Prelungirea navei se putea bine observa în interior, unde o suprafață înclinată de trei metri pătrați racorda peretele cu timpanul bolții semicilindrice. Tot în interior absida avea un decroș mare, lucru care, coroborat cu poziția înclinată a bârnelor cununii, indica o intervenție de mărire a volumului. Altarul era decroșat, poligonal, cu cinci laturi. Pe peretele de sud al naosului exista o inscripție care atesta anul încheierii lucrărilor de pictare, în 1828, din această perioadă datând și pictura de pe peretele dintre naos și pronaos, unde era conservată o lucrare de factură post-bizantină. Pictura a fost realizată, cel mai probabil, de meșterul zugrav Sava de la Laz. Remarcabile sunt ușile împărătești, salvate în colecțiile Arhiepiscopiei Alba Iuliei, cu uscior în frânghie și flori decupate, ce sunt zugrăvite cu Evangheliști.
Biserica de lemn din Vingard se afla pe lista națională a monumentelor istorice, ultima slujbă ținându-se în anul 1987. În anul 2009, obiectele de cult erau duse la Arhiepiscopia Alba Iuliei . 
În dimineața zilei de 11 mai 2009, la biserica de lemn din Vingard a izbucnit un incendiu, pornind de la un foc lăsat nesupravegheat în apropierea bisericii. Flăcările s-au extins cu rapiditate până la turlă, cuprinzând în mai puțin de o oră întregul lăcaș. Deși pompierii au intervenit și au stins focul, biserica nu a mai putut fi salvată. .
Puținele obiecte salvate din flăcări sunt depuse spre păstrare la Muzeul Național al Unirii din Alba Iulia: ușile împărătești, semnate de Damian Zugravul din Cugir în 1773, crucea de iconostas cu moleniile, pictate în 1822 de Savu și Simion Poienaru din Laz, un tetrapod pictat în secolul XVIII, cu motive florale, epitaful pictat în 1811 de Savu Poienaru și icoana pe sticlă ilustrând Învierea lui Iisus, cu 12 scene de praznic, datorată lui Simion Poienaru.

## Imagini

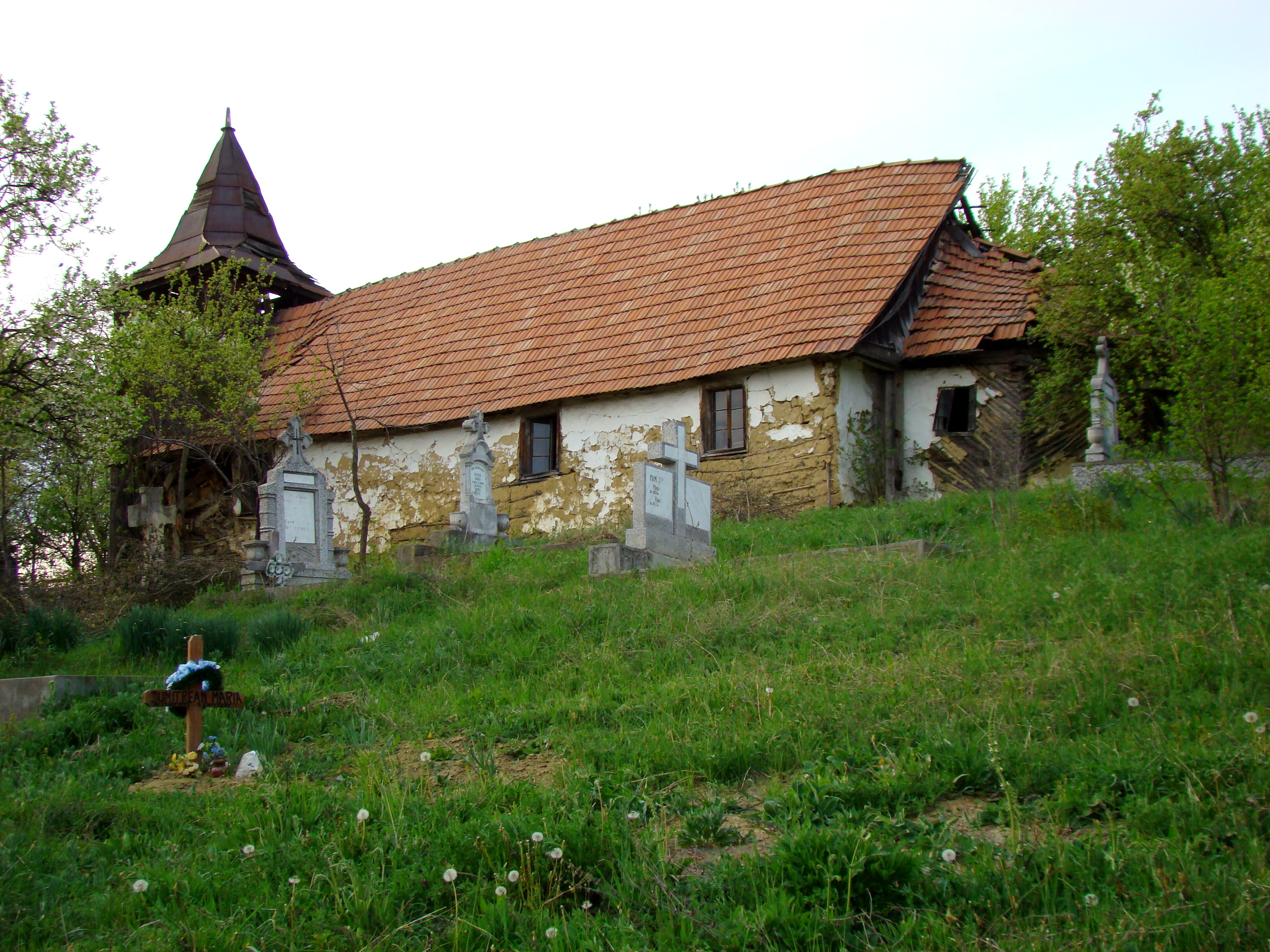
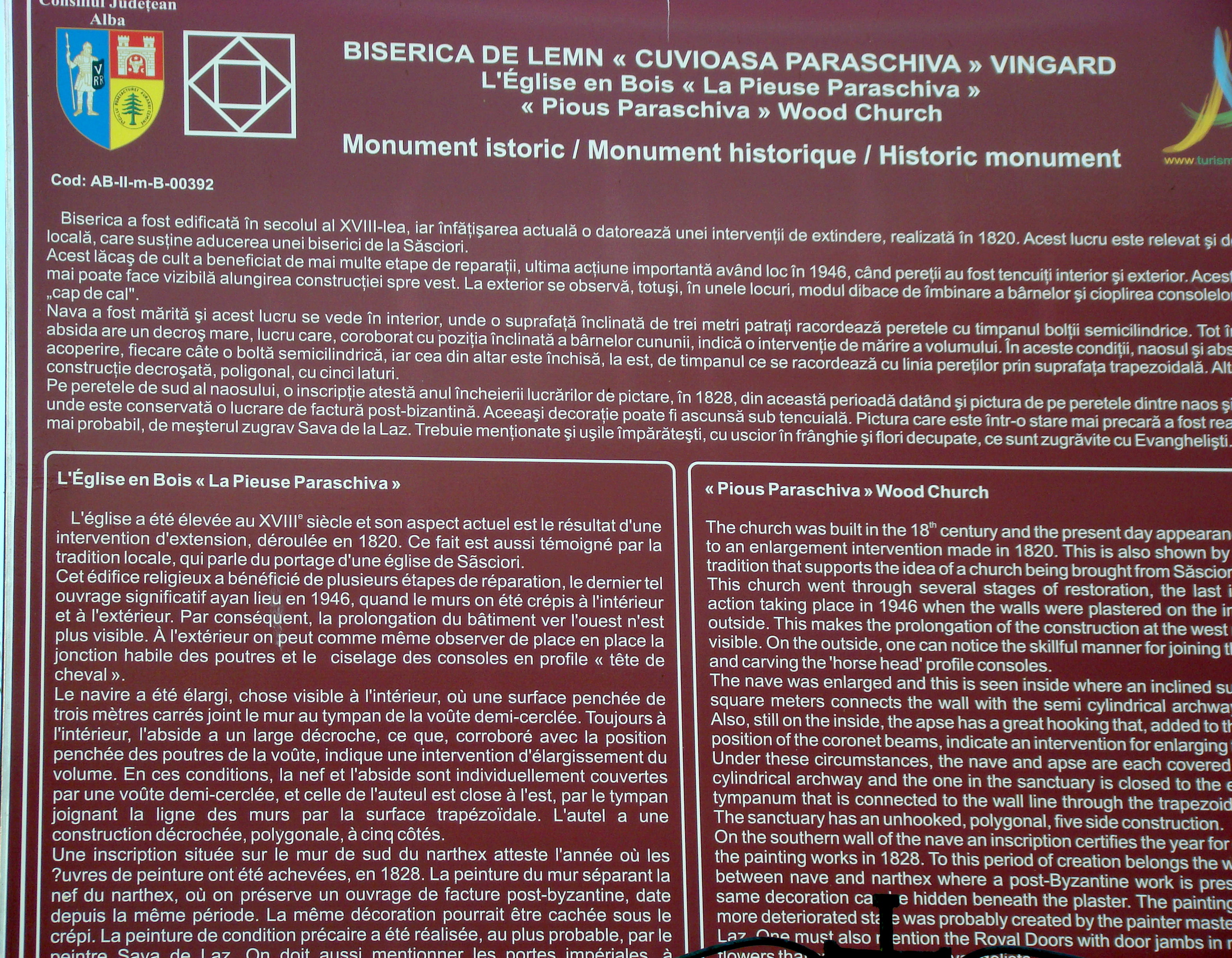
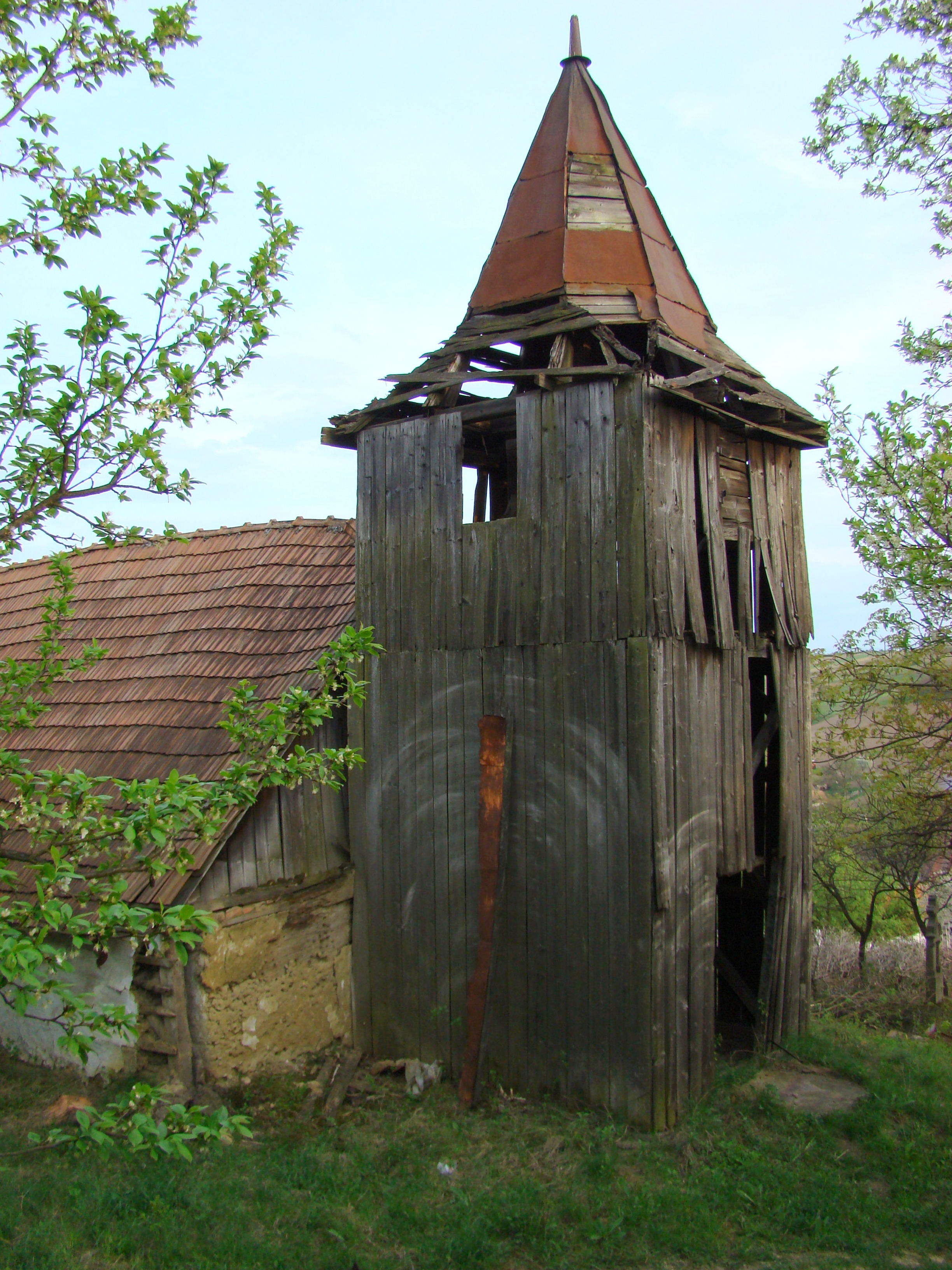
Clopotniţa
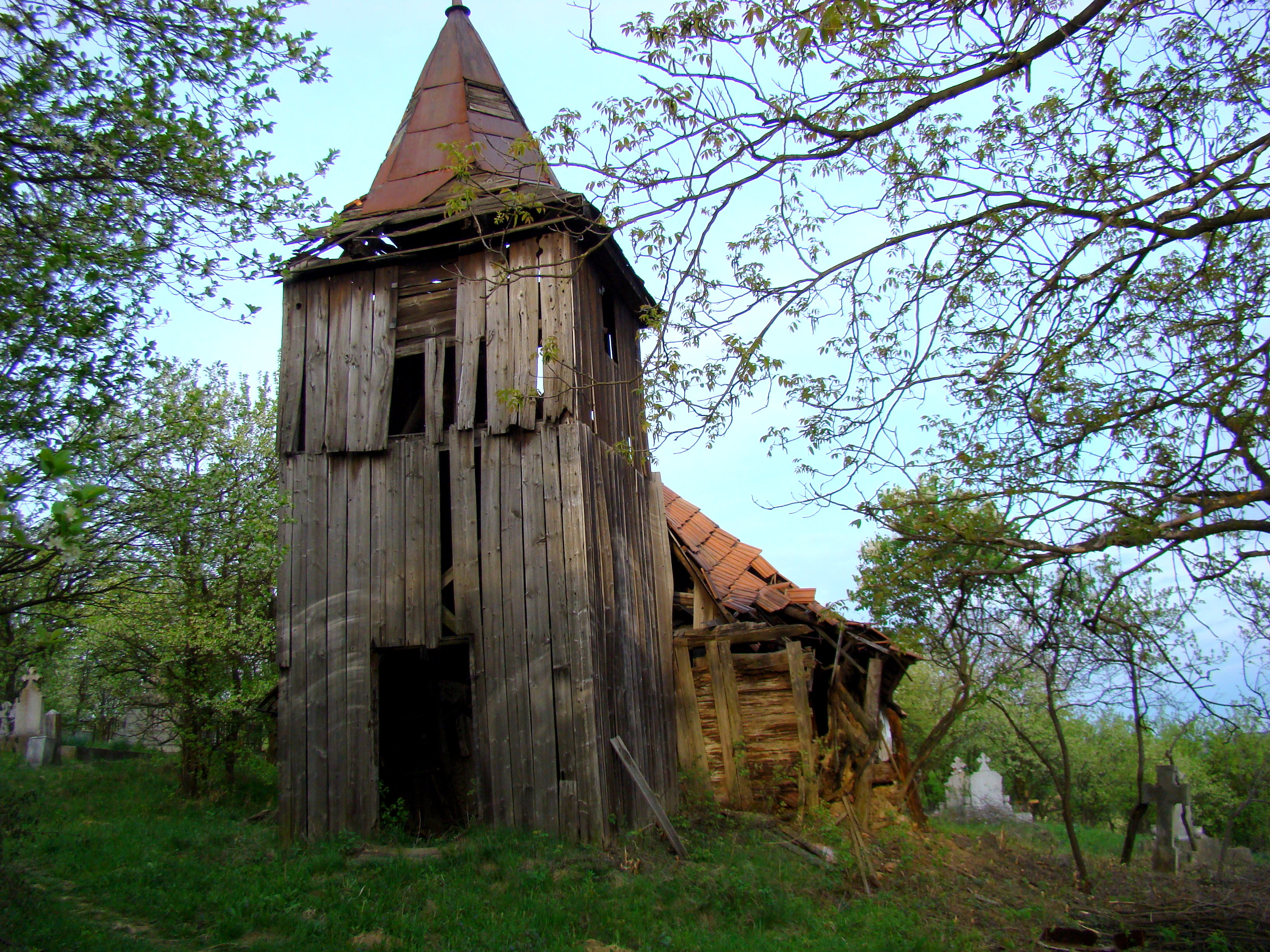
Biserica, într-o stare de degradare avansată
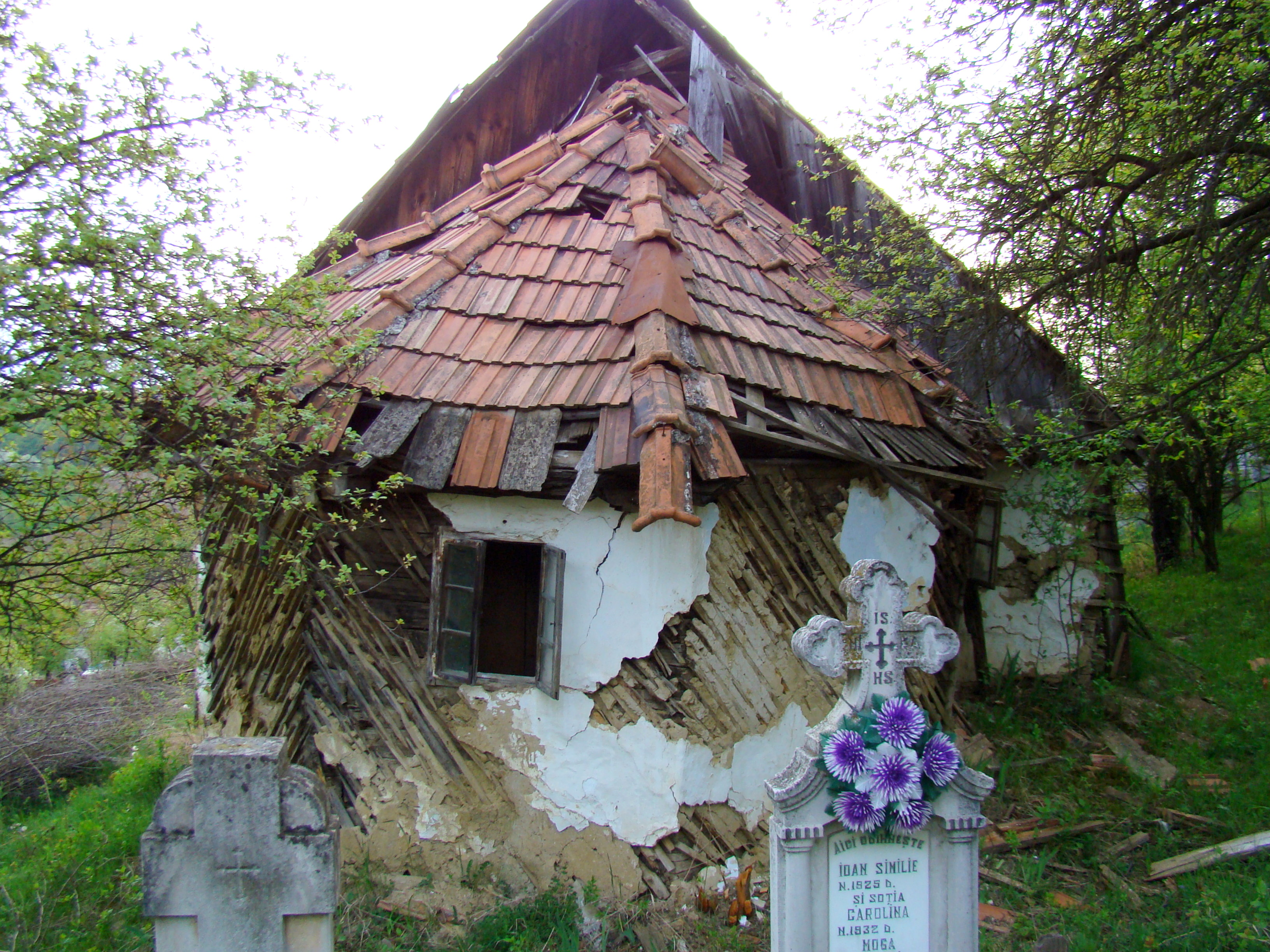
Absida altarului
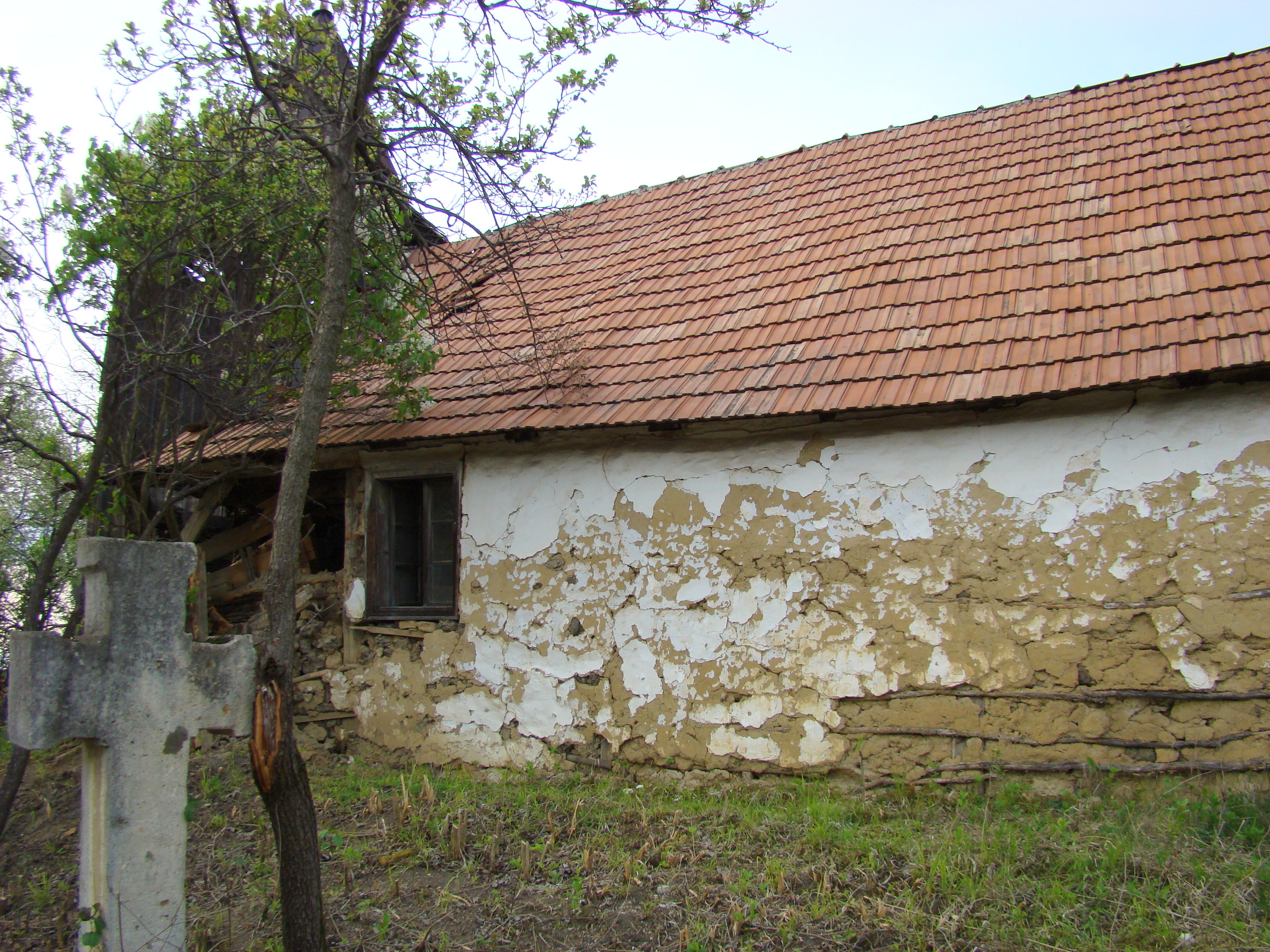
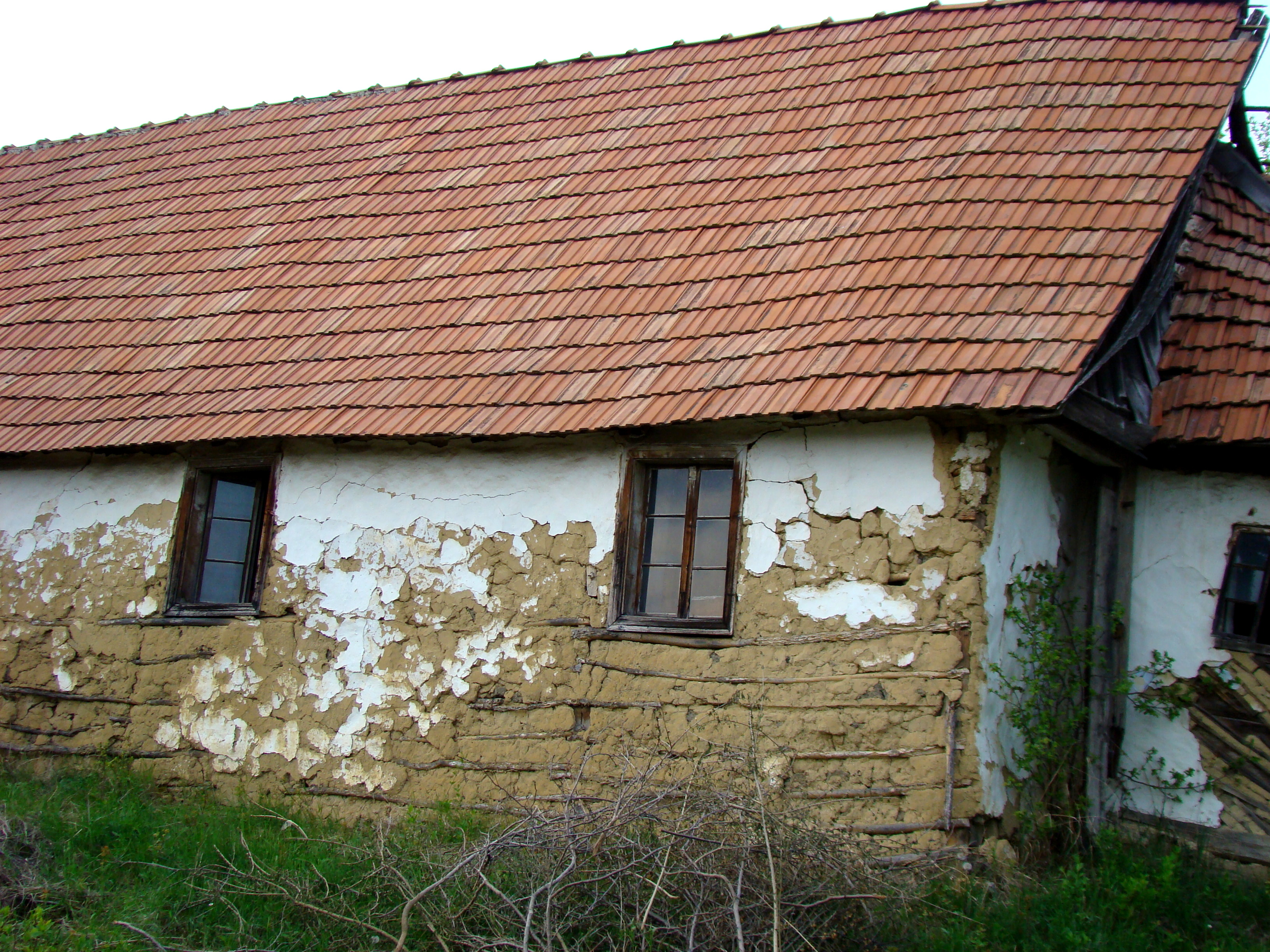
Tencuiala pereţilor
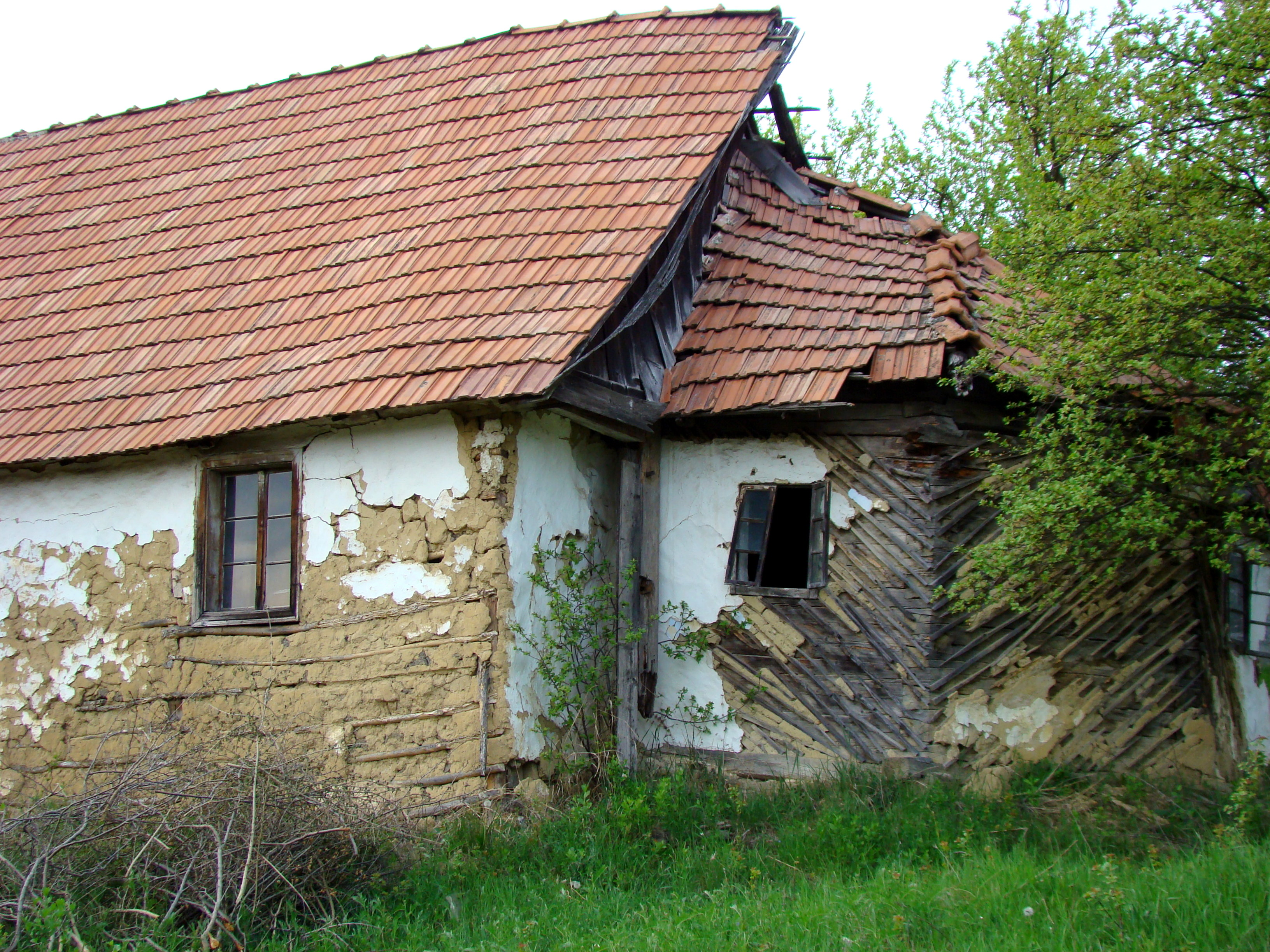
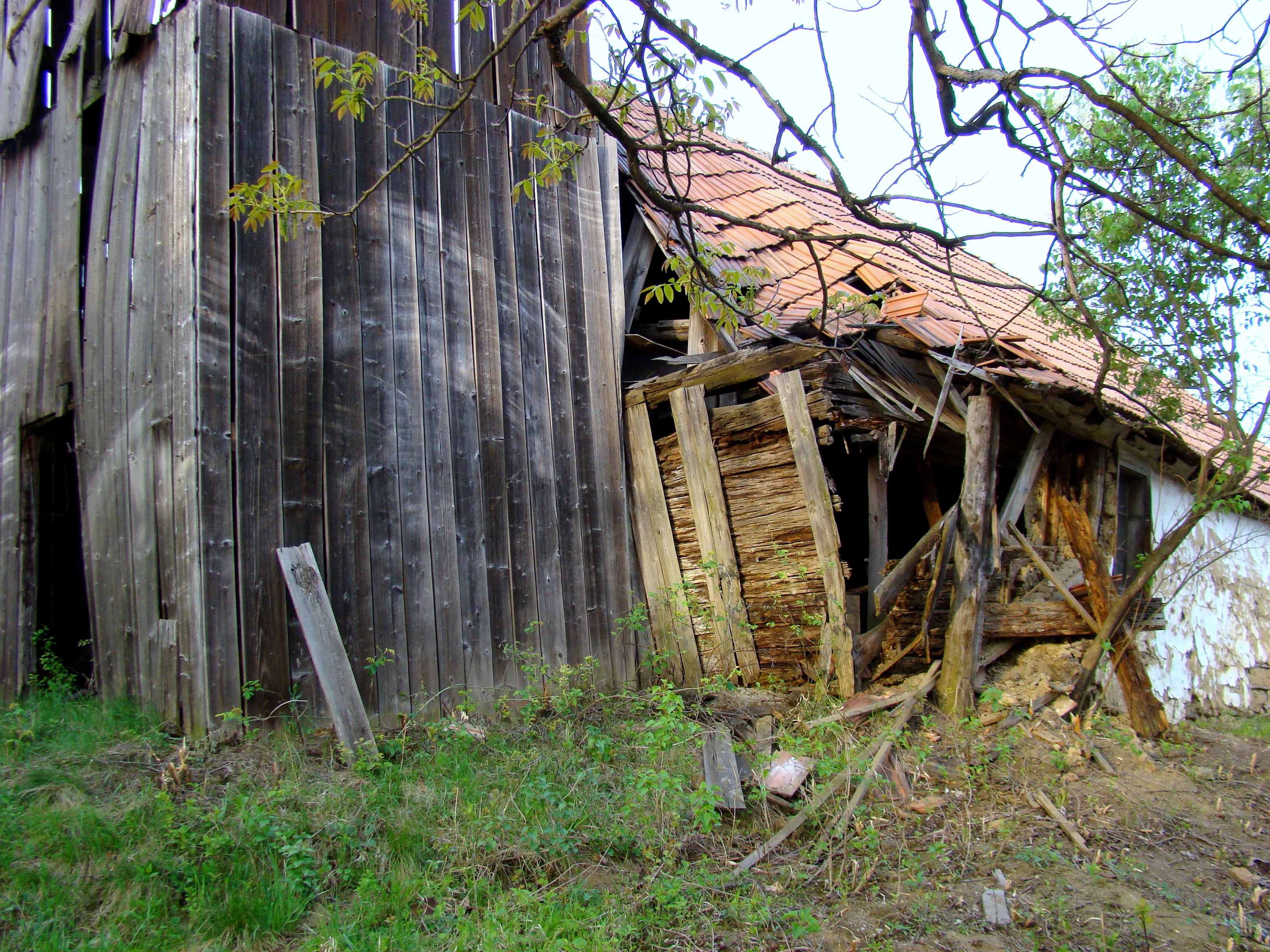
Spărtură în peretele bisericii
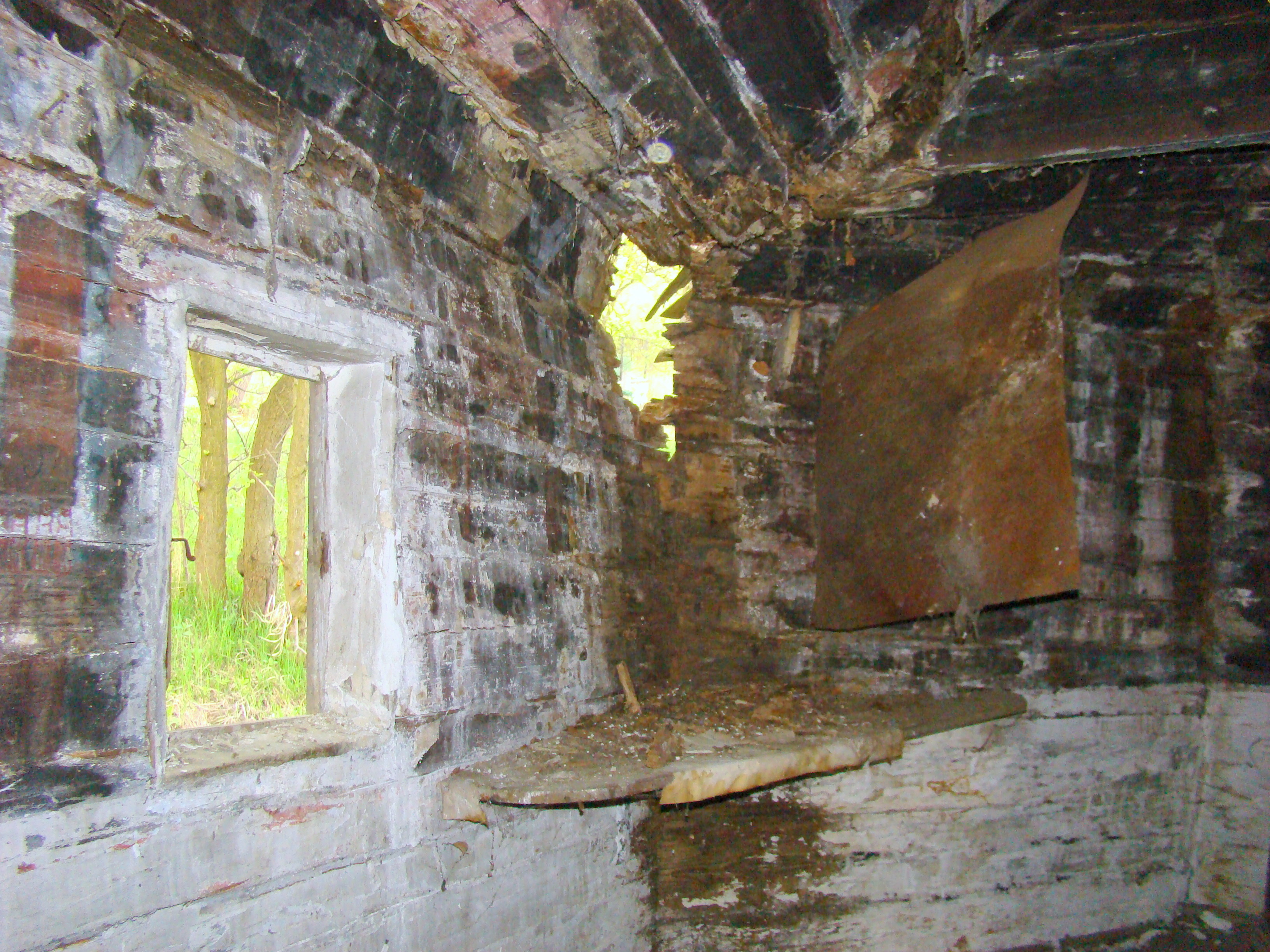
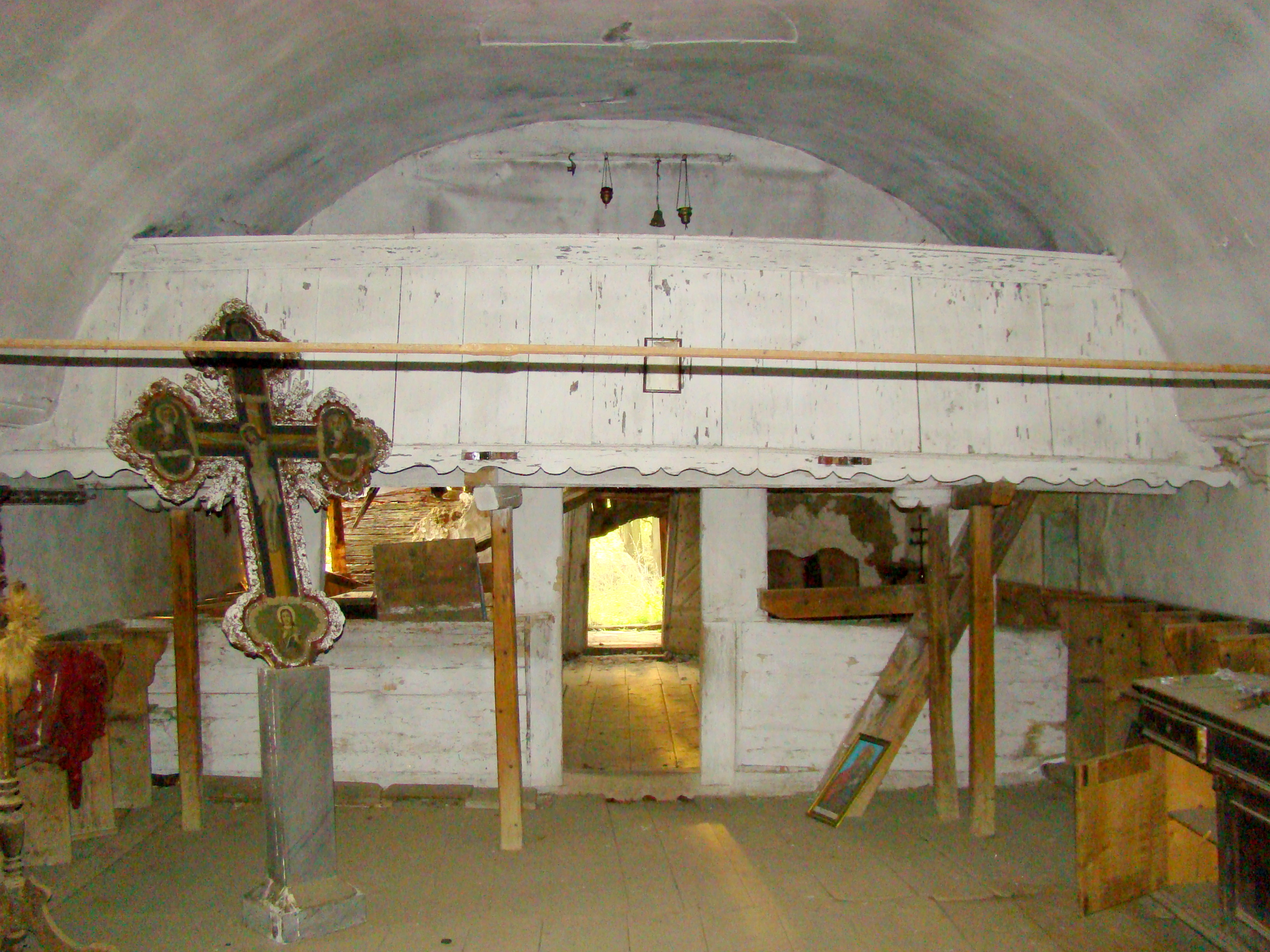
Corul
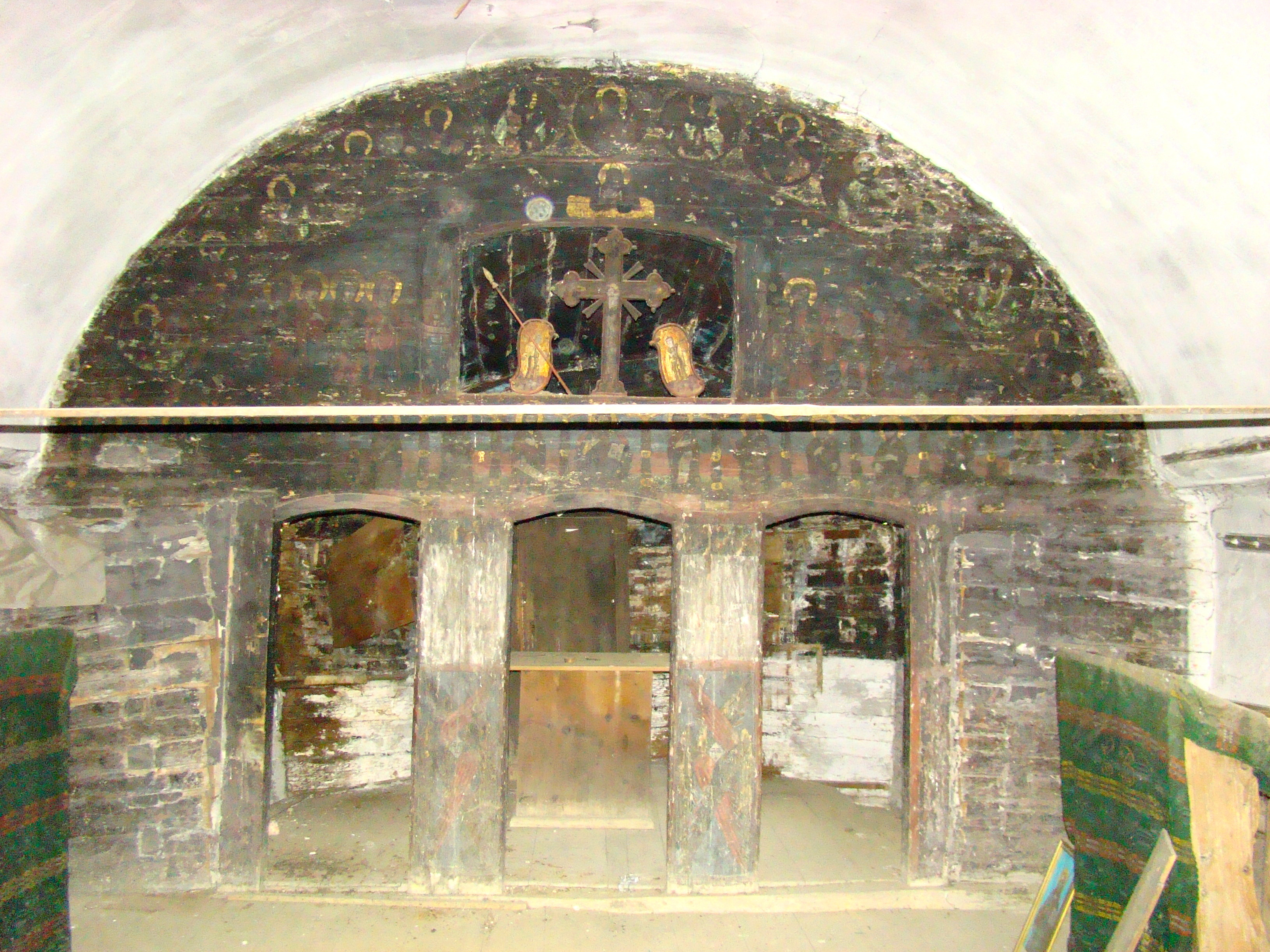
Iconostasul
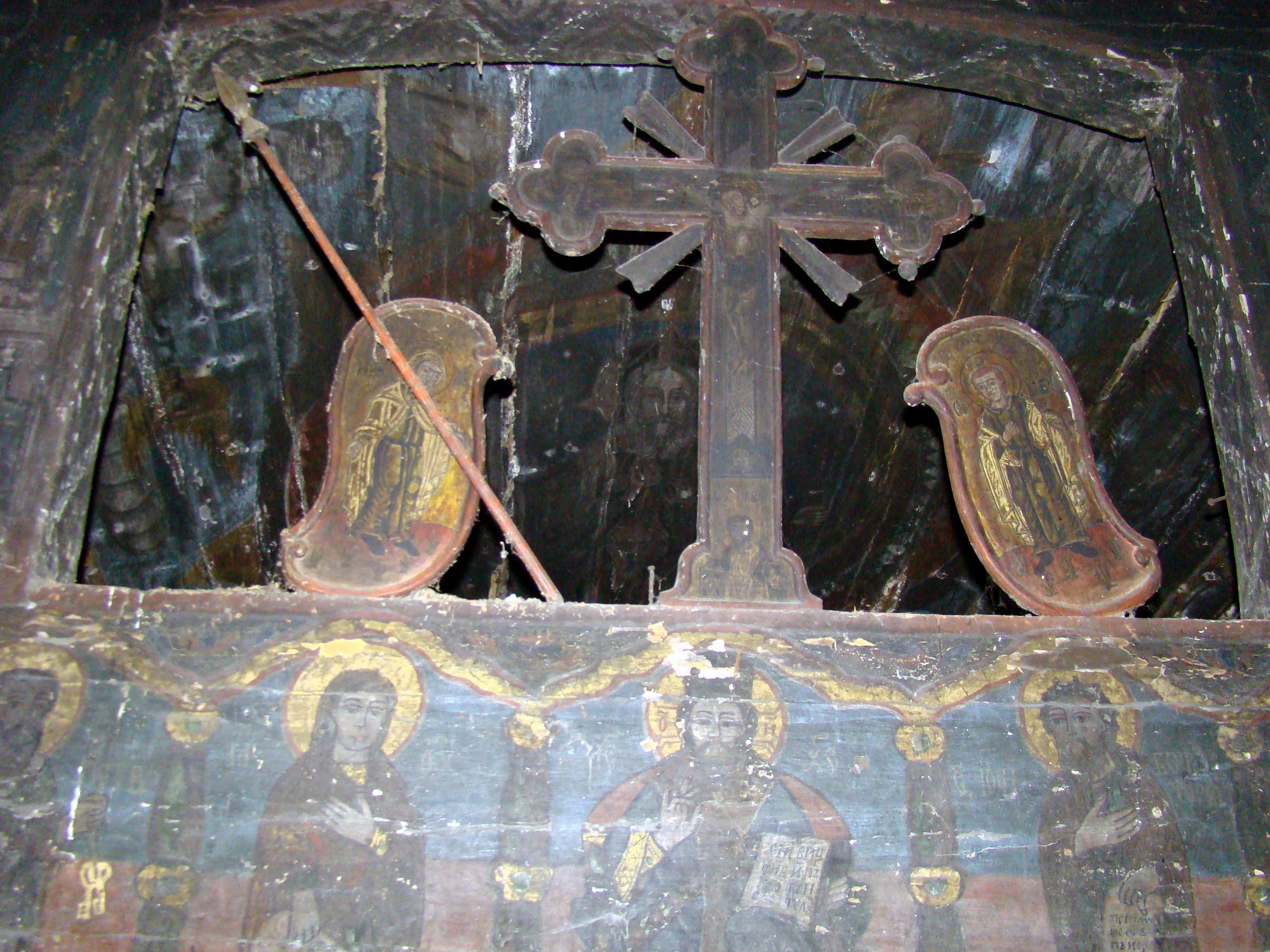
Răstignirea Domnului la iconostasul bisericii
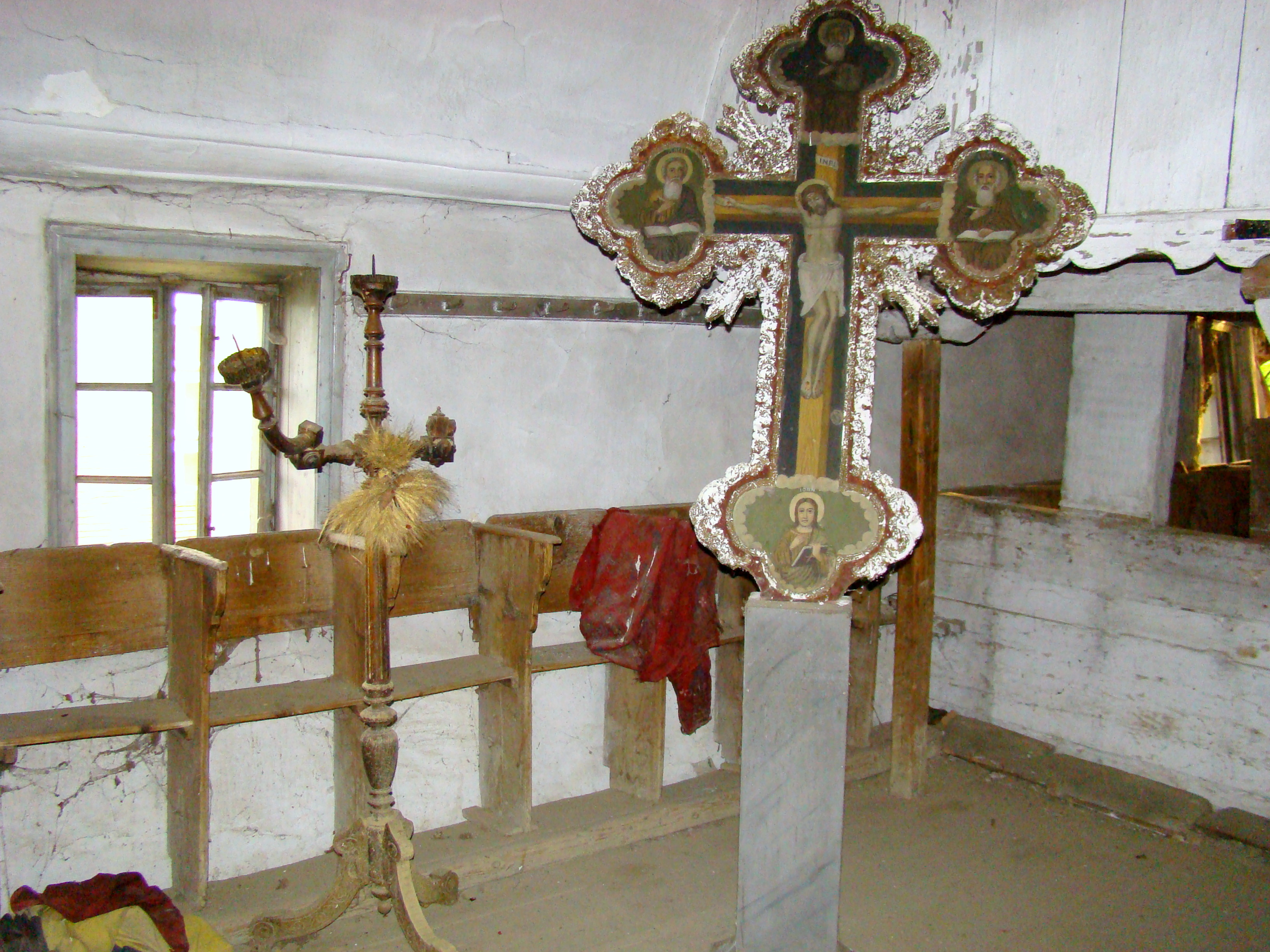
Vedere în naos
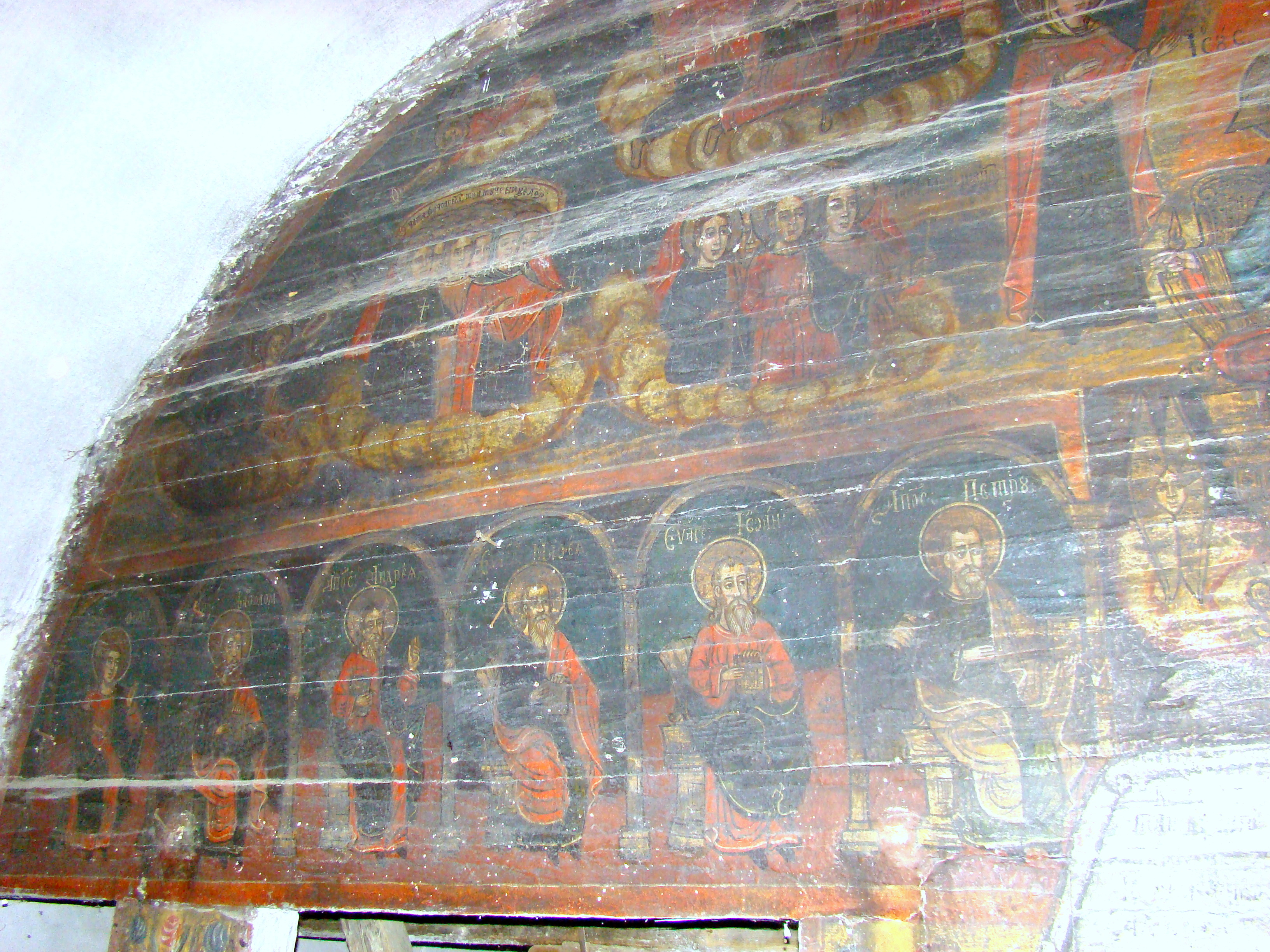
Partea stângă a iconostasului
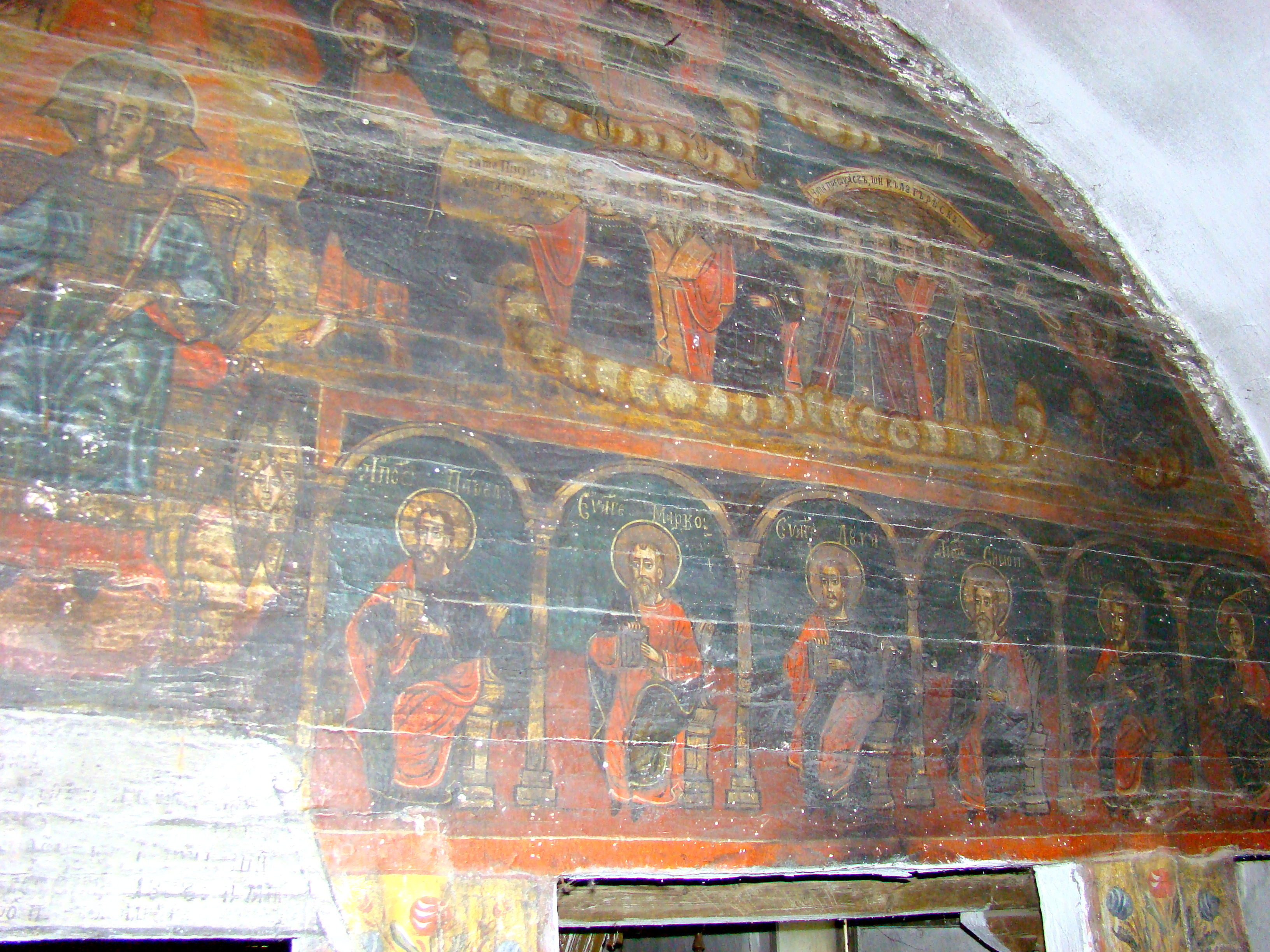
Partea dreaptă a iconostasului
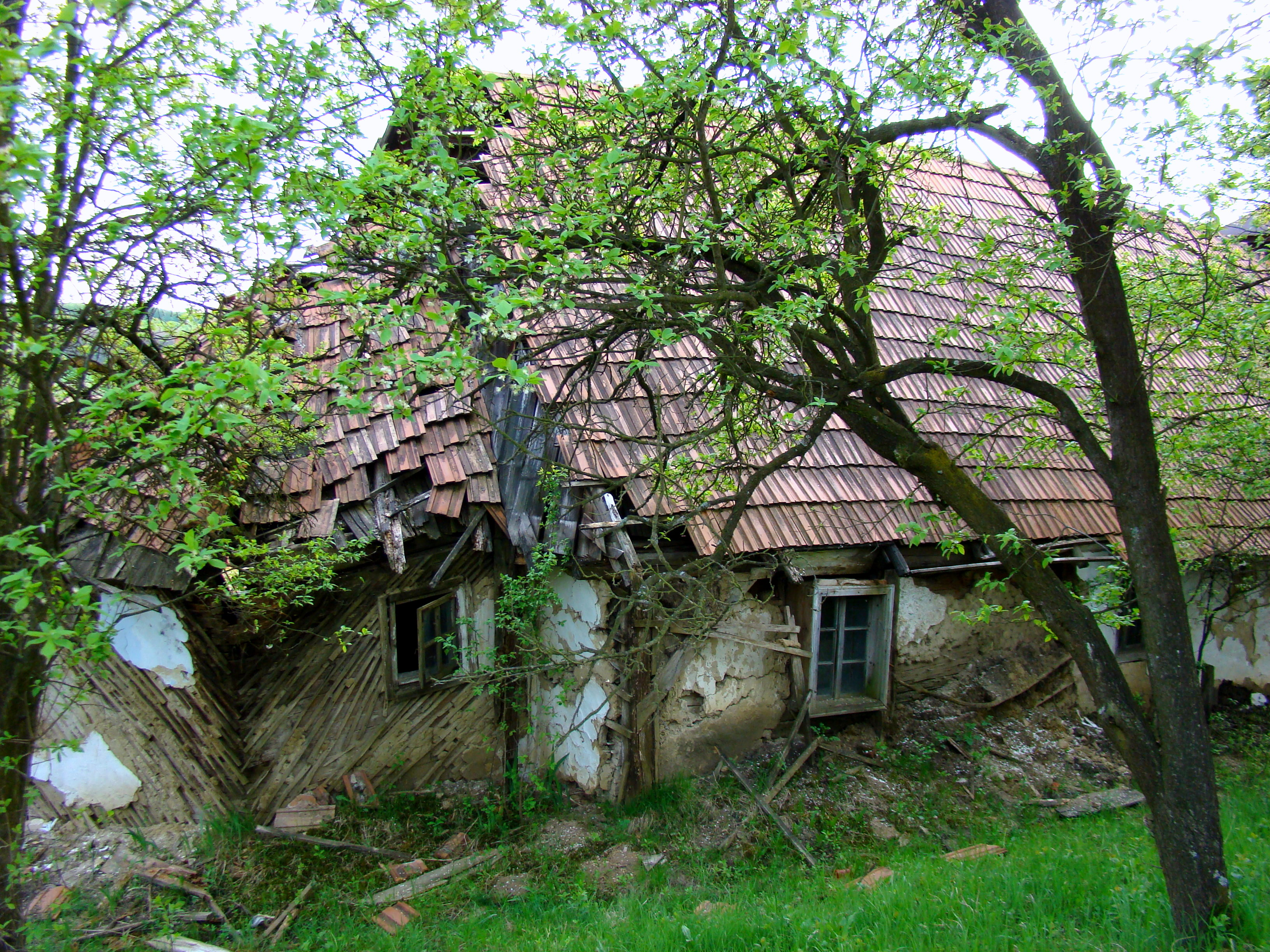
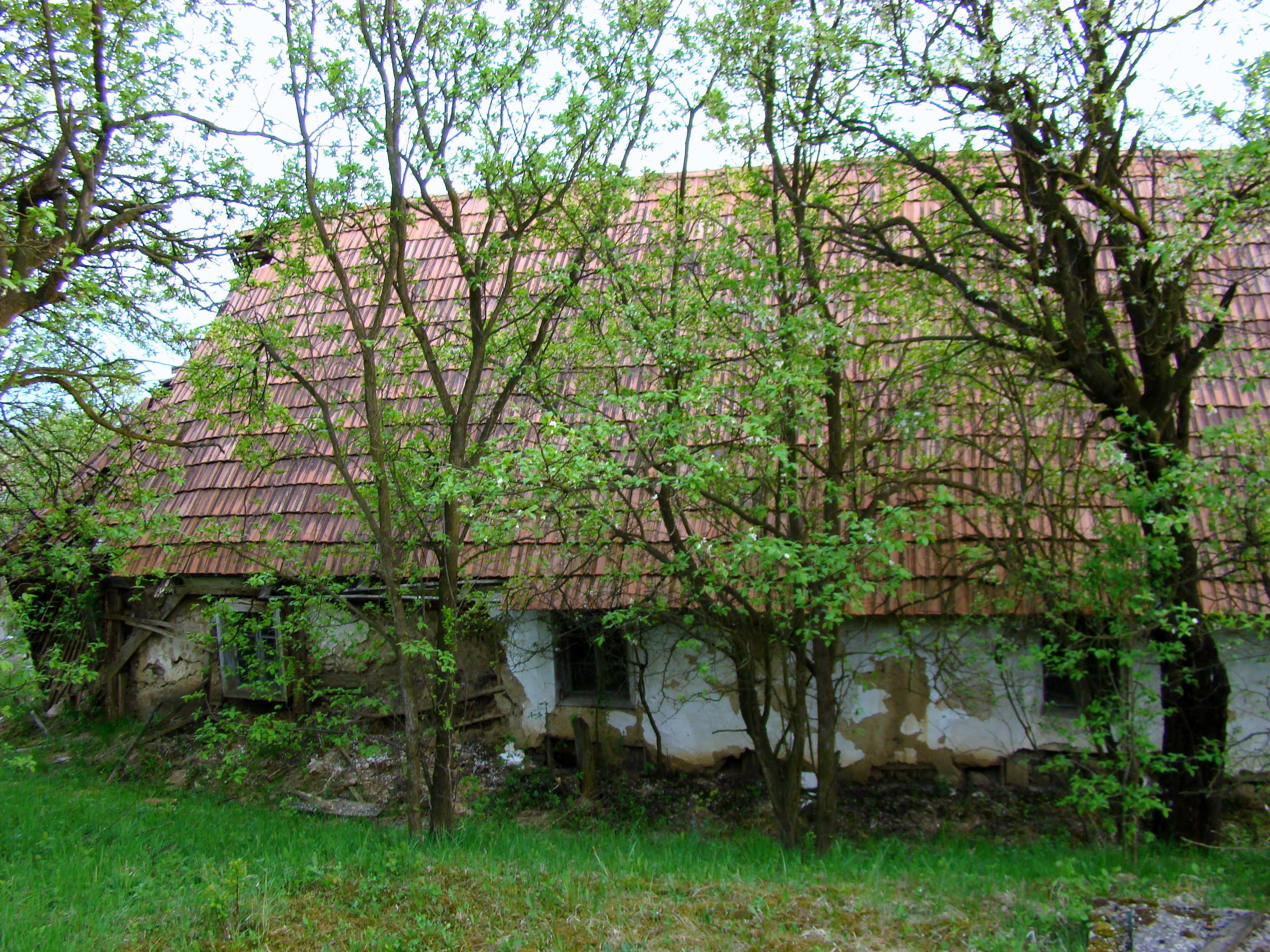
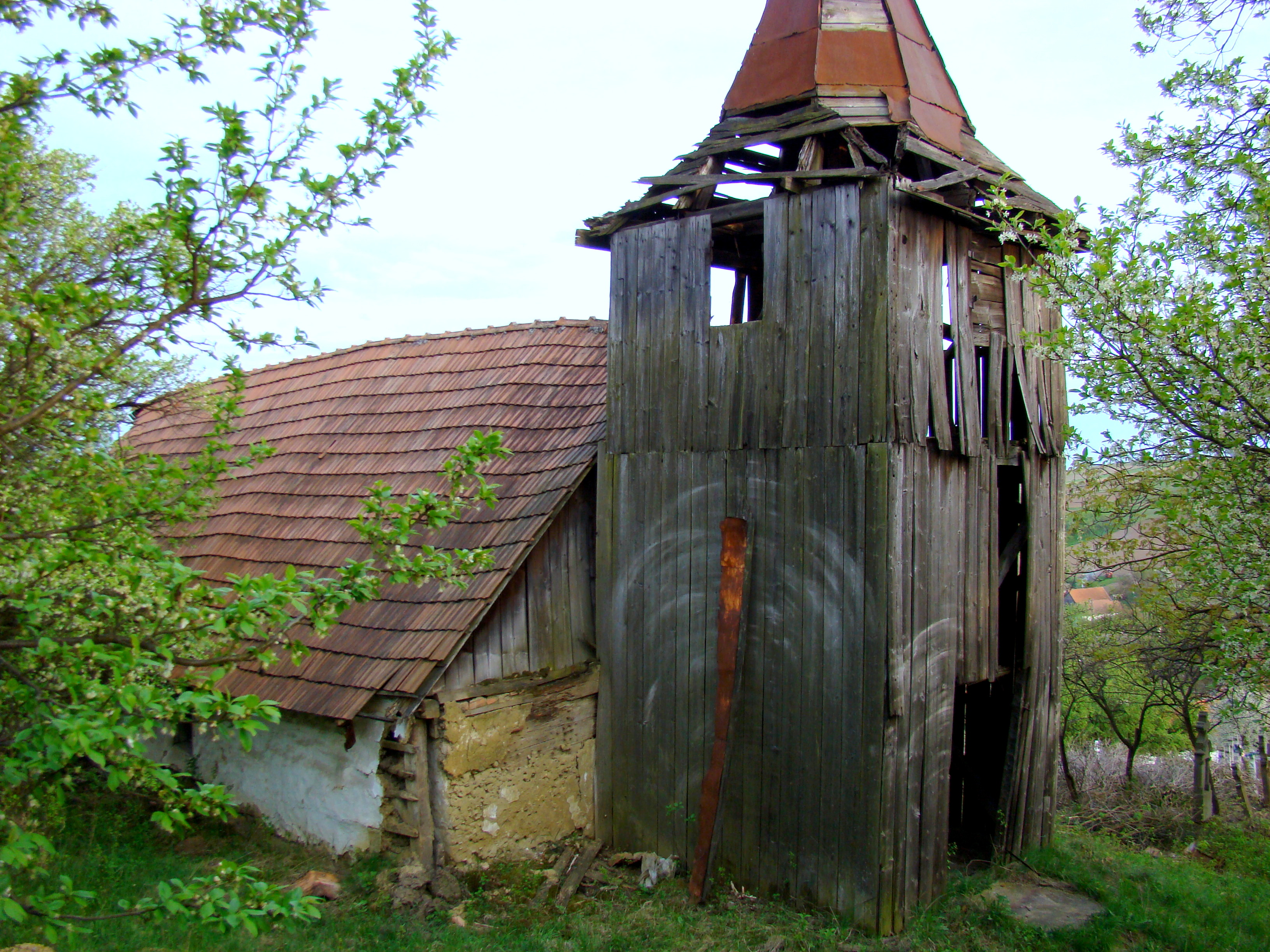
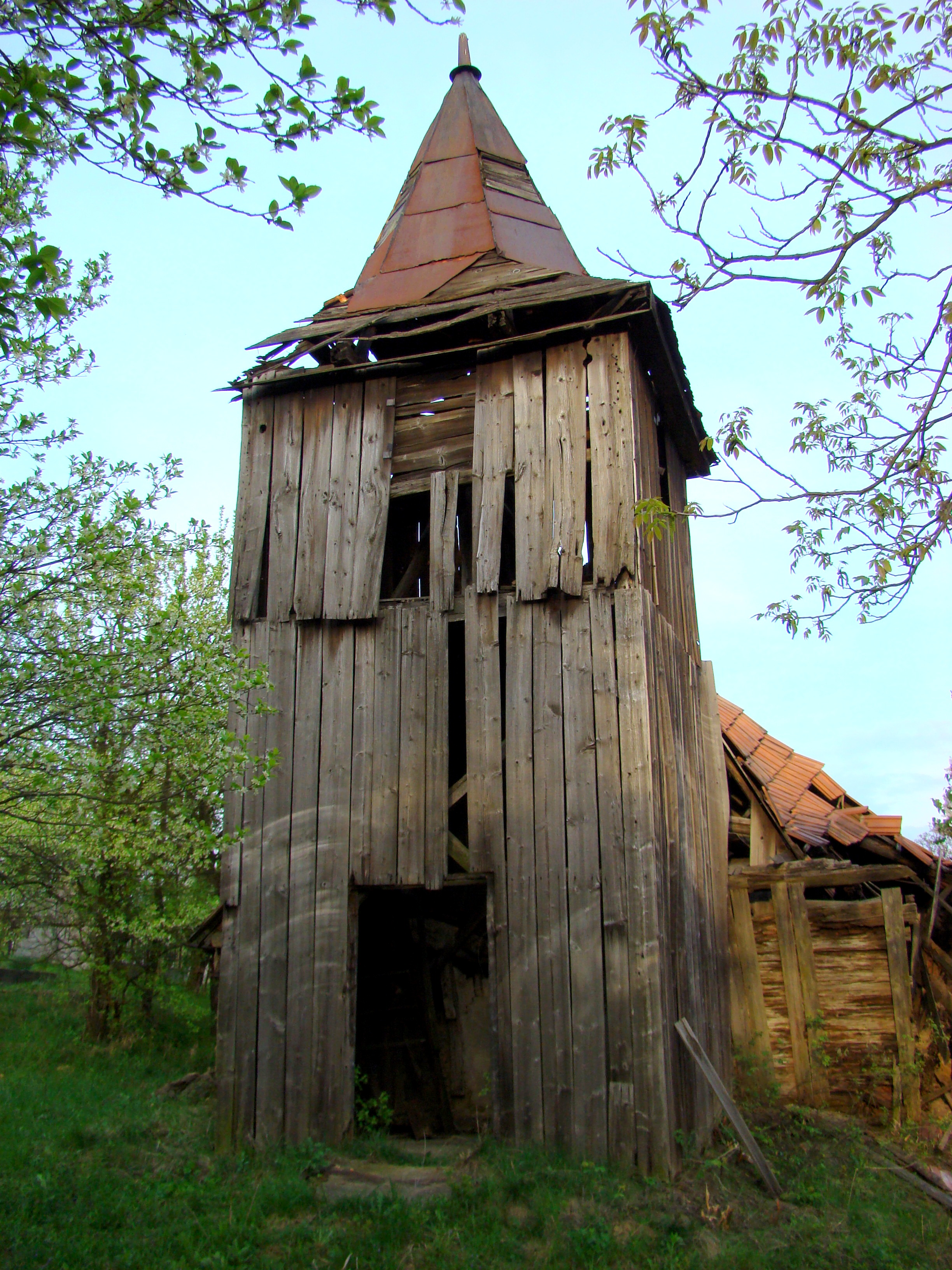
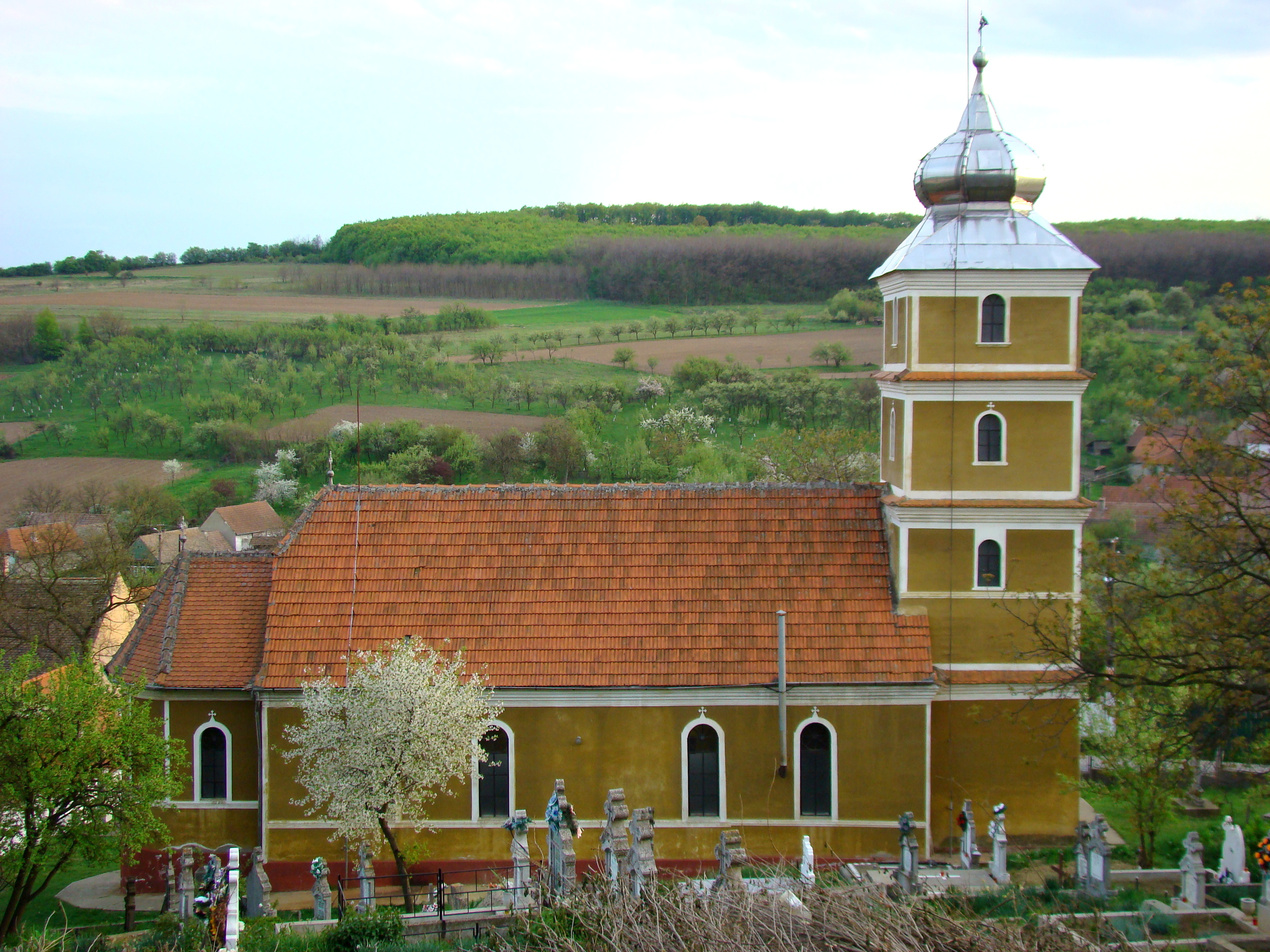
Biserica ortodoxă de zid; construirea ei a pecetluit soarta vechii biserici de lemn